# 江西省历史文化名村
江西省已公布五批历史文化名镇名村，全省共有97个名村被列入，其中35个已升格为中国历史文化名村。
- 第一批（2003年7月公布，共20个）[1]

- 第二批（2007年7月13日公布，共17个）

- 第三批（15个）

- 第四批（2012年公布，15个）

- 第五批（2014年8月9日公布，30个）

## 分市名单

### 上饶市

#### 婺源县
- 江湾镇汪口村（1，已升格为第三批中国历史文化名村）
- 秋口镇李坑村（1）
- 沱川乡理坑村（1，已升格为第二批中国历史文化名村）
- 江湾镇晓起村（1）
- 江湾镇江湾村（1）
- 思口镇延村（1，已升格为第四批中国历史文化名村）
- 思口镇思溪村（2，已升格为第六批中国历史文化名村）
- 浙源乡虹关村（2，已升格为第五批中国历史文化名村）
- 镇头镇游山村（2）
- 思口镇西冲村（2，已升格为第七批中国历史文化名村）
- 段莘乡庆源村（2）
- 浙源乡凤山村（3）
- 紫阳镇考水村（3）
- 江湾镇篁岭村（5，已升格为第七批中国历史文化名村）

#### 横峰县
- 姚家乡兰子村（3）

#### 德兴市
- 新营街道新营一村社区（4）

#### 广丰区
- 嵩峰乡十都村（5）

#### 铅山县
- 篁碧畲族乡篁碧畲族村（5）

### 吉安市

#### 吉水县
- 金滩镇燕坊村（1，已升格为第三批中国历史文化名村）
- 金滩镇桑园村（1，已升格为第六批中国历史文化名村）
- 金滩镇仁和店村（1）
- 白沙镇桥上村（4）

#### 青原区
- 文陂镇渼陂村（1，已升格为第二批中国历史文化名村）
- 富田镇陂下村（2，已升格为第四批中国历史文化名村）
- 新圩镇江头村毛家村（3）
- 富田镇横坑村（4）
- 富田镇奁田村（5）

#### 吉州区
- 兴桥镇钓源村（1，已升格为第五批中国历史文化名村）

#### 安福县
- 洲湖镇塘边村（1，已升格为第六批中国历史文化名村）
- 金田乡柘溪村（2，已升格为第七批中国历史文化名村）
- 洋门乡上街村（5）

#### 吉安县
- 横江镇南窗前村唐贤坊村（2）
- 敦厚镇圳头村（5）
- 横江镇横溪村公塘村（5）

#### 峡江县
- 水边镇湖洲村（4，已升格为第六批中国历史文化名村）
- 水边镇何君村（5）
- 水边镇沂溪社区（5）

#### 永新县
- 石桥镇樟枧村（4）

#### 泰和县
- 马市镇蜀江村（4）
- 螺溪镇爵誉村（4，已升格为第七批中国历史文化名村）

### 宜春市

#### 丰城市
- 张巷镇白马村（1）
- 筱塘乡厚板塘村（1）

#### 高安市
- 新街镇贾家社区（2，已升格为第三批中国历史文化名村）

#### 宜丰县
- 天宝乡天宝村（2，已升格为第四批中国历史文化名村）

### 赣州市

#### 安远县
- 镇岗乡老围村（1）

#### 于都县
- 马安乡上宝村（1）
- 葛坳乡澄江村（5）

#### 龙南市
- 关西镇关西村（1，已升格为第五批中国历史文化名村）
- 里仁镇新园村（5，已升格为第七批中国历史文化名村）

#### 瑞金市
- 九堡镇密溪村（1）

#### 寻乌县
- 澄江镇周田村（1，已升格为第七批中国历史文化名村）

#### 赣县区
- 白鹭乡白鹭村（2，已升格为第四批中国历史文化名村）
- 湖江镇夏浒村（3）
- 大埠乡大坑村（5）

#### 宁都县
- 田埠乡东龙村（3，已升格为第六批中国历史文化名村）

#### 定南县
- 天九镇九曲村（3）

#### 兴国县
- 梅窖镇三僚村（3）
- 兴莲乡官田村（5）

#### 南康区
- 坪市乡谭邦村（5）

#### 会昌县
- 筠门岭镇羊角村（5）

### 鹰潭市

#### 贵溪市
- 耳口乡曾家村（1，已升格为第七批中国历史文化名村）

### 南昌市

#### 安义县
- 石鼻镇京台村（1）
- 万埠镇桃二村鸭嘴垅村梓源民国村（5）

#### 进贤县
- 架桥镇艾溪村陈家村（2）
- 文港镇周坊村（5）
- 温圳镇杨溪村（5）

#### 新建区
- 大塘坪乡汪山村（3）

#### 南昌县
- 三江镇后万村（3）

#### 青云谱区
- 青云谱镇石马村朱姑桥梅村（5）

### 景德镇市

#### 浮梁县
- 勒功乡沧溪村（2，已升格为第五批中国历史文化名村）
- 江村乡严台村（2，已升格为第四批中国历史文化名村）
- 西湖乡番溪村（3）
- 浮梁镇旧城村（4）
- 峙滩镇英溪村（4，已升格为第七批中国历史文化名村）
- 蛟潭镇礼芳村（5，已升格为第七批中国历史文化名村）

#### 乐平市
- 涌山镇涌山村（4）

### 抚州市

#### 东乡区
- 黎圩镇浯溪村（2）
- 黎圩镇上池村（5）

#### 乐安县
- 牛田镇水南村（3）
- 湖坪乡湖坪村（4，已升格为第七批中国历史文化名村）

#### 金溪县
- 双塘镇竹桥村（3，已升格为第五批中国历史文化名村）
- 琉璃乡东源村（4，已升格为第六批中国历史文化名村）
- 浒湾镇黄坊村（5）
- 合市镇全坊村（5，已升格为第七批中国历史文化名村）
- 合市镇东岗村（5）
- 合市镇游垫村（5，已升格为第七批中国历史文化名村）
- 陈坊积乡岐山村（5，已升格为第七批中国历史文化名村）
- 琅琚镇疏口村（5，已升格为第七批中国历史文化名村）

#### 崇仁县
- 相山镇浯漳村(4)

#### 黎川县
- 华山镇洲湖村（4）

### 萍乡市

#### 莲花县
- 路口镇湖塘村（3）

### 新余市

#### 分宜县
- 分宜镇介桥村（3）
- 钤山镇防里村（5）

#### 渝水区
- 罗坊镇罗家村下寸村（5）

### 九江市

#### 都昌县
- 苏山乡鹤舍村（4）

#### 修水县
- 黄坳乡朱砂村（5）